# Persicaria jucunda
Persicaria jucunda är en slideväxtart som först beskrevs av Meissn., och fick sitt nu gällande namn av Yonekura & H. Ohashi. Persicaria jucunda ingår i släktet pilörter, och familjen slideväxter. Utöver nominatformen finns också underarten P. j. rotunda.